# こじし座
こじし座（こじしざ、Leo Minor）は現代の88星座の1つ。17世紀末に考案された新しい星座で、ライオンがモチーフとされている。しし座とおおぐま座の間の領域に位置しており、4等星より明るい星がなく目立たない星座である。α星が存在しない4つの星座のうちの1つとして知られる。

## 主な天体
この星座にはβ星はあるがα星はない。これは、フランシス・ベイリーが1845年に刊行した星図『British Association Catalogue』 の中でこの星座の星にギリシア文字の符号を振った際に、現在の46番星にαの符号を振り忘れたことによるものと考えられている。

### 恒星
国際天文学連合 (IAU) によって2個の恒星に固有名が認証されている。
- 46番星：見かけの明るさ3.83等の[6]と特に明るい星ではないが、こじし座で最も明るい恒星。「プラエキプア[7](Praecipua[5])」という固有名を持つ。
- HD 82886：国際天文学連合の100周年記念行事「IAU100 NameExoworlds」でアルバニアに命名権が与えられ、主星はIllyrian、太陽系外惑星はArberと命名された[8]。

その他、以下の恒星が知られている。
- β星：見かけの明るさ4.21等の4等星[9]。4.62等のA星と6.04等のB星から成る分光連星である[9]。
- R星：ミラ型の脈動変光星[10]。

## 由来と歴史

中国・清朝の百科事典『古今図書集成』の星宿圖。

2世紀頃の古代ローマの学者クラウディオス・プトレマイオスは著書『アルマゲスト』の中で、現在のこじし座の領域にある星々を「星座に属さない星」として記録していた。オランダのペトルス・プランシウスは、1612年に製作した天球儀の上で、これらの星をヨルダン川に見立てた「ヨルダン座」を置いた。このヨルダン座は、のちの1624年にヤコブス・バルチウスの著書『Usus Astronomicus Planisphaerii Stellati』で星図に描かれたことから、バルチウスが考案した星座であると誤解されることもある。
こじし座は、17世紀末にポーランド生まれの天文学者ヨハネス・ヘヴェリウスによって考案された。ヘヴェリウスの死後の1690年に妻によって刊行された著書『Prodromus Astronomiae』に収められた星図『Firmamentum Sobiescianum』と星表『Catalogus Stellarum』に記載されたのが初出である。ヘヴェリウスは、プランシウスがヨルダン座を置いた領域を、やまねこ座・りょうけん座・こじし座の3星座に改めた。
1922年5月にローマで開催されたIAUの設立総会で現行の88星座が定められた際にそのうちの1つとして選定され、星座名は Leo Minor、略称は LMi と正式に定められた。新しい星座のため星座にまつわる神話や伝承はない。

### 中国
中国の天文では、こじし座の星々は三垣の太微垣と紫微垣、二十八宿の朱雀七宿の星宿に跨っていた。太微垣では「少微」という星官に52番星が「大夫」、41番星が「議士」という星名で属した。紫微垣では「勢」という星官に34番星と33番星が属した。星宿では「内平」という星官に22・21・13・18の4星が属した。

## 呼称と方言
日本では、明治末期には既に「小獅子」という訳語が充てられていた。これは、1909年（明治42年）1月刊行の日本天文学会の会報『天文月報』第1巻10号に掲載された「一月の空」という記事の星図でうかがい知ることができる。この訳名は、1925年（大正14年）に初版が刊行された『理科年表』にも「小獅子（こしし）」として引き継がれ、この訳名が1943年（昭和18年）刊行の第19冊まで継続して使われた。1944年（昭和19年）に天文学用語が改訂されると、その際に読みが「こじし」と改められた。そして、戦後の1952年（昭和27年）7月に日本天文学会が「星座名はひらがなまたはカタカナで表記する」とした際に、Leo Minor の日本語の学名は「こじし」と定まり、これ以降は「こじし」という学名が継続して用いられている。